# Energía renovable en Noruega

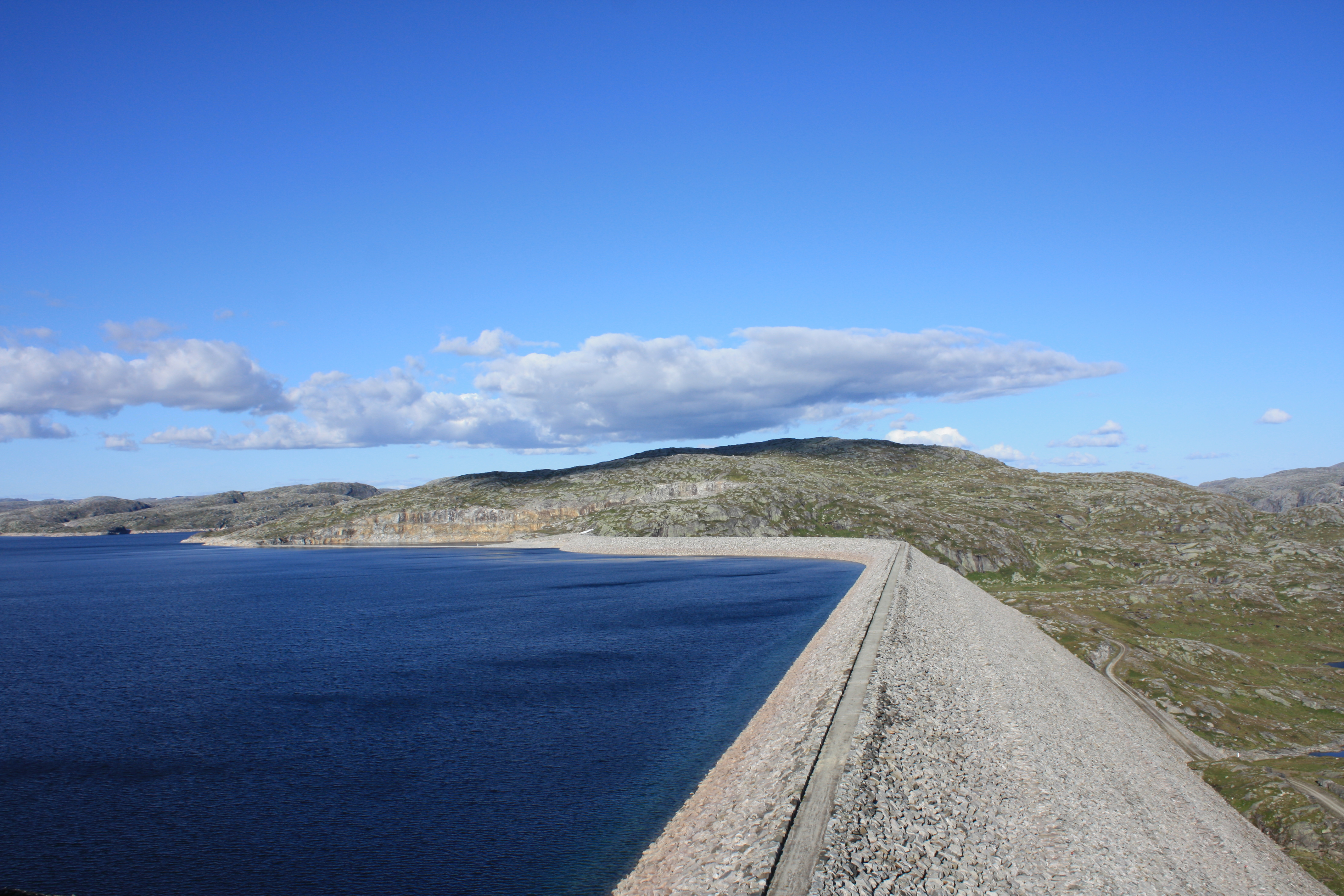
El complejo hidroeléctrico Ulla-Førre tiene una capacidad instalada de aproximadamente 2100 MW

Noruega es una gran productora energía renovable debido a plantas hidroeléctricas. Cerca del 99% de la producción de electricidad en tierras de Noruega es de plantas hidroeléctricas. La producción total de electricidad de plantas hidroeléctricas ascendió a 135.3 TWh en 2007. Hay también un gran potencial en energía eólica, energía eólica marina y energía de olas, así como producción de bioenergía desde la madera. Noruega tiene recursos limitados en energía solar, pero es uno de los productores más grandes del mundo de silicio de grado solar y células solares de silicio.
El sistema para las Garantías de Origen fue implementada por la UE Directiva de Energía Renovable 2009/28/EC. En 2010 el consumo promedio de electricidad una casa noruega fue 36% de energía renovable.
Según la Directiva de Energías Renovables de 2009 de la Unión Europea (más tarde añadido en el Acuerdo EEE), Noruega ha establecido un objetivo nacional para energías renovables - 67.5% del consumo final bruto de la energía suministrada por fuentes renovables para 2020.

## Energía Hidroeléctrica
Noruega es el mayor productor de energía hidroeléctrica en Europa y el sexto más grande en el mundo.Por el 2010 ya se había desarrollado el 70% del potencial total, una de las proporciones más altas en el mundo. La revaluación de la seguridad de la presa empezó en 1995 y para 2014, el 26% de las instalaciones existentes se han rehabilitado o mejorado.El mayor productor es el  gobierno noruego, a través de la estatal Statkraft, que a su vez posee nueve plantas hidroeléctricas más grandes y también es un jugador importante en los mercados energéticos internacionales. La electricidad también es producida por  otras 156  compañías. La capacidad de generación de energía hidroeléctrica es de alrededor 31 GW en 2014, cuando se produjeron 131 TWh; aproximadamente el 95% de la producción total. La producción hidráulica puede variar 60 TWh entre años, según cantidad de precipitación, y el potencial hidroeléctrico no desarrollado es de aproximadamente 34 TWh.  La capacidad de generación en Noruega está creciendo, entre 2001 y 2014 había 397 nuevos proyectos encargados, más grandes de 1 MW. Las actualizaciones a instalaciones anteriores de más de 10 MW representa el 70% de toda capacidad nueva. El comercio de electricidad con la energía eólica generada en Países Bajos y Dinamarca está impulsando modificaciones al sistema hidroeléctrico noruego.

## Energía Eólica

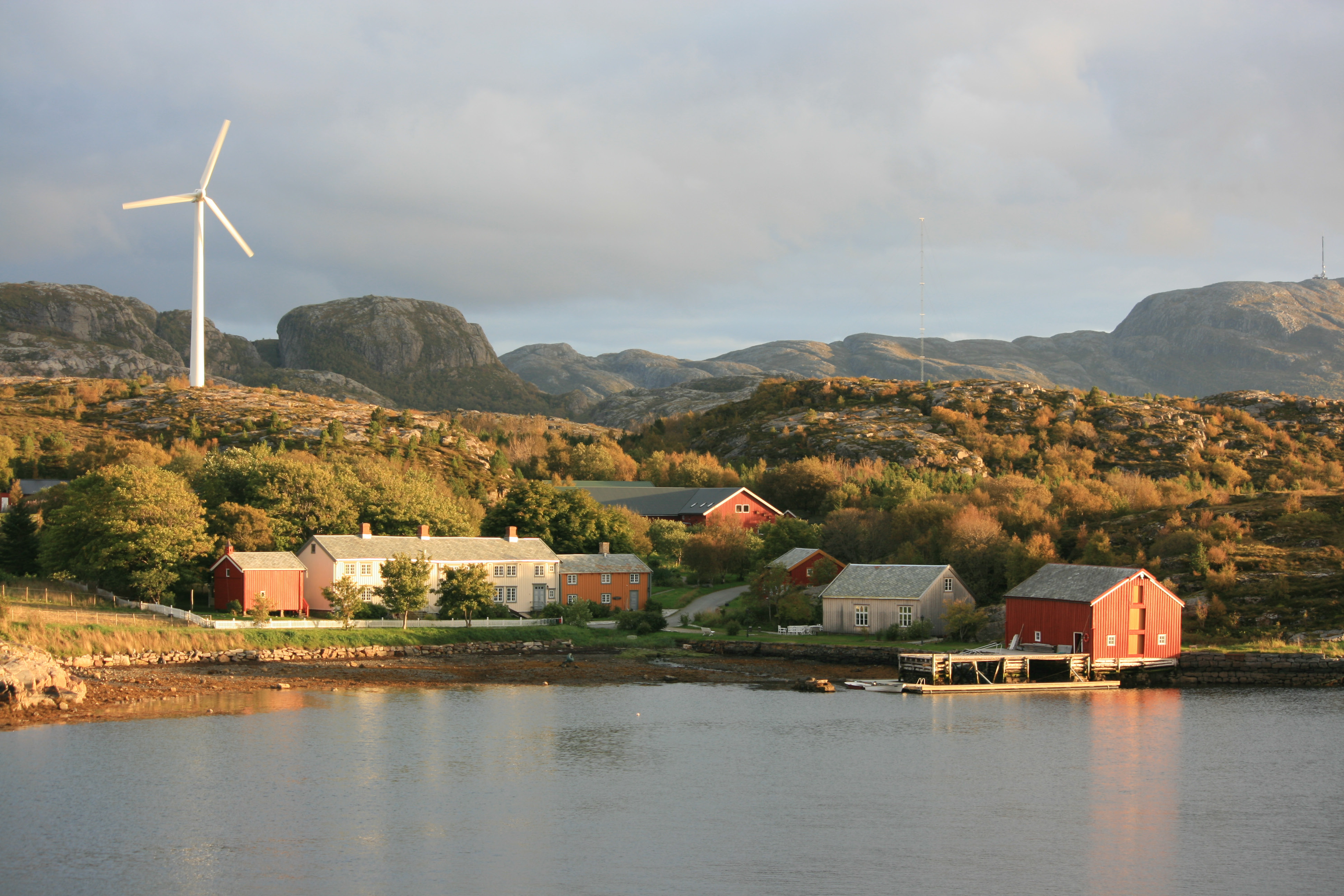
Turbina de viento en Bjugn.

En 2012 Noruega tenía una producción eléctrica de energía eólica de 1.6 GWh, una pequeña fracción de su producción total. Al año siguiente se aprobó el gasto de 20 mil millones de coronas noruegas (2450 millones de dólares) para triplicar su capacidad de energía eólica de una capacidad de 700 MW a más de 2 GW en 2020. En agosto de 2016 comenzó la construcción del proyecto de Fosen Vind de 1 GW. El aumento de la producción de energía de turbinas de viento permitirá a Noruega llevar a cabo su hidroeléctrica doméstica, que es activo gestionable valioso en el mercado internacional de energía. Para reducir aún más el consumo de energía hidroeléctrica, Noruega importa electricidad cuando el exceso de producción eólica en Dinamarca y los países Bajos hacen que los precios bajen. Para desarrollar aún más su uso de energía eólica barata y su energía hidráulica despachable, Noruega está considerando nuevas líneas de transmisión para permitir el mismo comercio con Escocia y Alemania en algún momento después de 2020. Estos son los Enlace del Mar del Norte y el NORD.ENLACE que debe entrar en línea en 2020 y 2021, respectivamente.

## Transporte
En el sector del transporte, la proporción de energía renovable aumentó del 1.3% al 4% entre 2005-2010, y actualmente Noruega tiene uno de los mayores automóviles eléctricos per cápita en el mundo. El objetivo inicial del gobierno de 50 000 automóviles eléctricos en las carreteras noruegas se alcanzó el 20 de abril de 2015, más de dos años antes de lo esperado. Al alcanzar un stock de 50 000 coches eléctricos, la penetración en el mercado de vehículos eléctricos alcanzó el 2% de todos automóviles de pasajeros registraros en Noruega. La penetración del segmento superó el 3% en diciembre de 2015. Con aproximadamente 90 000 vehículos eléctricos puros registrados a mediados de septiembre de 2016, el segmento totalmente eléctrico logró una penetración de mercado de 3,5% de todos vehículos ligeros en las carreteras de Noruega.

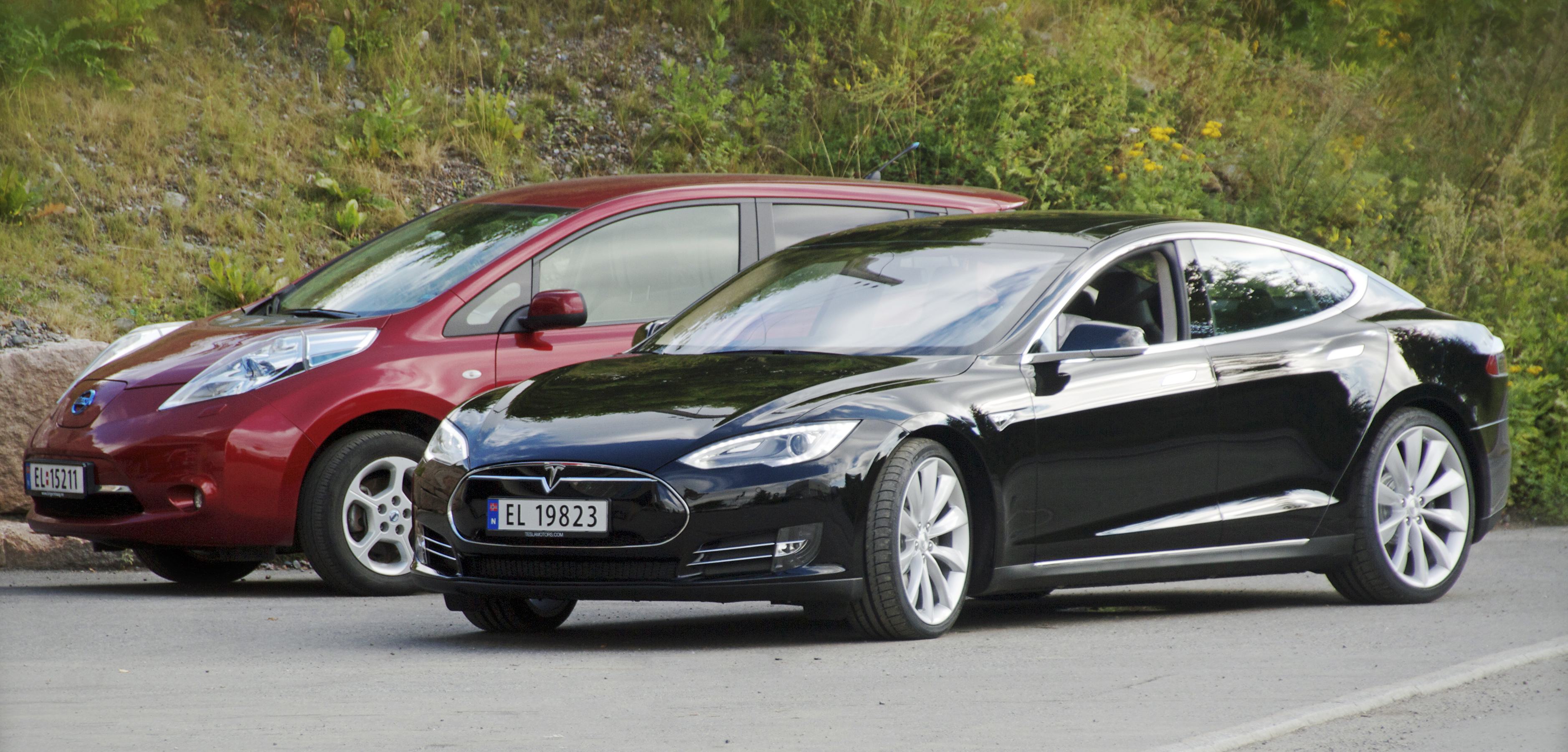
El todo-eléctrico Nissan Leaf (izquierda) y el Model S de Tesla (derecha) son los dos mejores coches eléctricos enchufables vendidos en Noruega en 2014.

El stock de vehículos eléctricos enchufables para trabajo liviano registraros en Noruega superó el hito de 100 000 unidades en abril de 2016, convirtiendo el país en el  cuarto mercado de enchufables más grande del mundo después de los de Estados Unidos, China y Japón. A partir de abril de 2016, la flota noruega de vehículos eléctricos enchufables consiste en aproximadamente 81,500 vehículos eléctricos para pasajeros y vehículos de trabajo ligero, casi 17 100 vehículos híbridos enchufables, y más de 2000 camionetas eléctricas comerciales. El stock total incluye casi 12 000 automóviles eléctricos importados.
En febrero de 2016, el gobierno abrió para discusión pública hasta el 1 de julio de 2016 la propuesta del Plan Nacional de Transporte 2018-2029 (PNT). El plan explica que el sector del transporte representa emisiones de alrededor de 16.5 millones de toneladas de CO2, el cual es aproximadamente uno tercio de las emisiones totales de gases de efecto invernadero producidos domesticamente en Noruega. Y el tráfico por carretera, que incluye automóviles privados y vehículos pesados, representa aproximadamente 10 millones de toneladas de CO2. El PNT estableció políticas y  medidas para reducir las emisiones de efecto invernadero procedentes de automóviles, camiones, barcos, aviones y equipos de construcción privados en aproximadamente la mitad hasta 2030.
Para lograr este objetivo, entre otros, el PNT establece de que todos los vehículos nuevos, autobuses y vehículos comerciales ligeros en 2025 sean vehículos de cero emisión, es decir, vehículos totalmente eléctricos y vehículos de hidrógeno. Para el año 2030, las furgonetas para trabajo pesado, el 75% de los nuevos autobuses de larga distancia, y 50% de los camiones nuevos deben ser vehículos de cero emisiones. Además, para el año 2030, el 40% de todos los barcos en transporte marítimo de corta distancia deberían utilizar biocombustibles o buques de baja o nula emisiones. La estrategia propuesta declara que hasta los vehículos de cero emisiones se hagan cargo, todos los automóviles con motor de combustión interna vendidos serán híbridos enchufables y, siempre que sea posible, se deberán usar biocombustibles. Además, las agencias gubernamentales, deberían en la medida de lo posible, hacer uso de biocombustibles, tecnologías de baja y cero emisiones en vehículos privados y alquilados y embarcaciones. El plan también llama a apoyar el despliegue de vehículo de cero de emisiones, pero también a la reducción de los incentivos existentes, y propone invertir más en transporte público transporte, caminar y andar en bicicleta.